# Ligia Gargallo
Ligia Teresita Gargallo González (* 17. September 1933 in Loncopué, Argentinien) ist eine argentinisch-chilenische  pharmazeutische Chemikerin und Hochschullehrerin. Sie ist Professorin im Ruhestand an der Pontificia Universidad Católica de Chile (PUC), wo sie ein Labor für molekulare Forschung gründete, und ist assoziierte Forscherin an der Universidad de Tarapacá.

## Leben und Werk
Gargallo ist das älteste Kind von drei Kindern eines spanischen Emigranten und einer Chilenin. Ihre Familie zog nach Temuco, wo sie ein Internat und dann ein Gymnasium in Concepción (Chile) besuchte. Sie studierte Chemie und Pharmazie an der Universidad de Concepción (UDEC). Nachdem sie 1959 ihr Studium an der Universität von Concepción abgeschlossen hatte, heiratete sie ihren Studienkollegen Edison Cid und beide legten ihre Abschlussprüfung an der Universität von Chile ab. 1962 erwarb sie einen Abschluss in Chemie an der Universität Paris-Dauphine.
Ihr Mann begann an der Fakultät für Chemie und Pharmazie der Universidad de Chile zu arbeiten, und sie erhielt dort eine Vertretungsstelle im Bereich Physik und Chemie. Zusammen mit ihrem Ehemann und den drei Kindern reiste sie nach Belgien, wo sie an der Universität Lüttich zunächst 1968 einen Bachelor-Abschluss erhielt und dann promovierte. Als ihr Mann seine Promotion und sie den experimentellen Teil ihrer Doktorarbeit beendet hatte, kehrten sie nach Chile zurück. Sie schrieb ihre Dissertation in Chile und bewarb sich dann um ein weiteres Stipendium für sechs Monate, um an der Katholieke Universiteit Leuven in Belgien 1972 ihre Abschlussprüfung abzulegen.
Zurück in Chile arbeitete sie an der Universität von Chile, bis sie 1973 als Professorin an die Pontificia Universidad Católica de Chile wechselte, wo sie ein Labor für molekulare Forschung gründete.
Ihr Forschungsgebiete sind Polymere und die Organisation von Makromolekülen, die aufgrund ihrer unterschiedlichen chemischen und physikalischen Eigenschaften die Herstellung von Materialien ermöglichen, die in der Natur nicht vorkommen, wie beispielsweise biologisch abbaubare Kunststoffe.
Sie ist Mitglied der Chilenischen Gesellschaft für Chemie, der Amerikanischen Chemischen Gesellschaft, der Chilenischen Akademie der Wissenschaften und der Lateinamerikanischen Akademie der Wissenschaften (ACAL).

## Auszeichnungen (Auswahl)
- 2007: UNESCO-L’Oréal-Preis[10]
- 2007: Ehrendoktorwürde der Päpstliche Katholische Universität von Chile
- 2014: Nationalpreis für Naturwissenschaften[11][12][13][14]

## Veröffentlichungen (Auswahl)
- Química-Física de Macromoléculas en la interface aire-agua. Eae Editorial Academia Espanola, 2012, ISBN 978-3-8473-5634-9.
- mit Deodato Radic: Physicochemical Behavior and Supramolecular Organization of Polymers. Springer, 2009, ISBN 978-1-4020-9371-5.
- mit Inés Mendez, Deodato Radic: Synthesis, characterization and conformational transition in poly(cyclohexylmethyl methacrylate). Macromolecular Chemie Volume 184, Issue 5, S. 1053–1060, 1983. Doi:10.1002/macp.1983.021840517